# Nienawiszcz
Nienawiszcz – wieś w Polsce położona w województwie wielkopolskim, w powiecie obornickim, w gminie Rogoźno, nad jeziorami Nienawiszcz Duża i Nienawiszcz Mała.

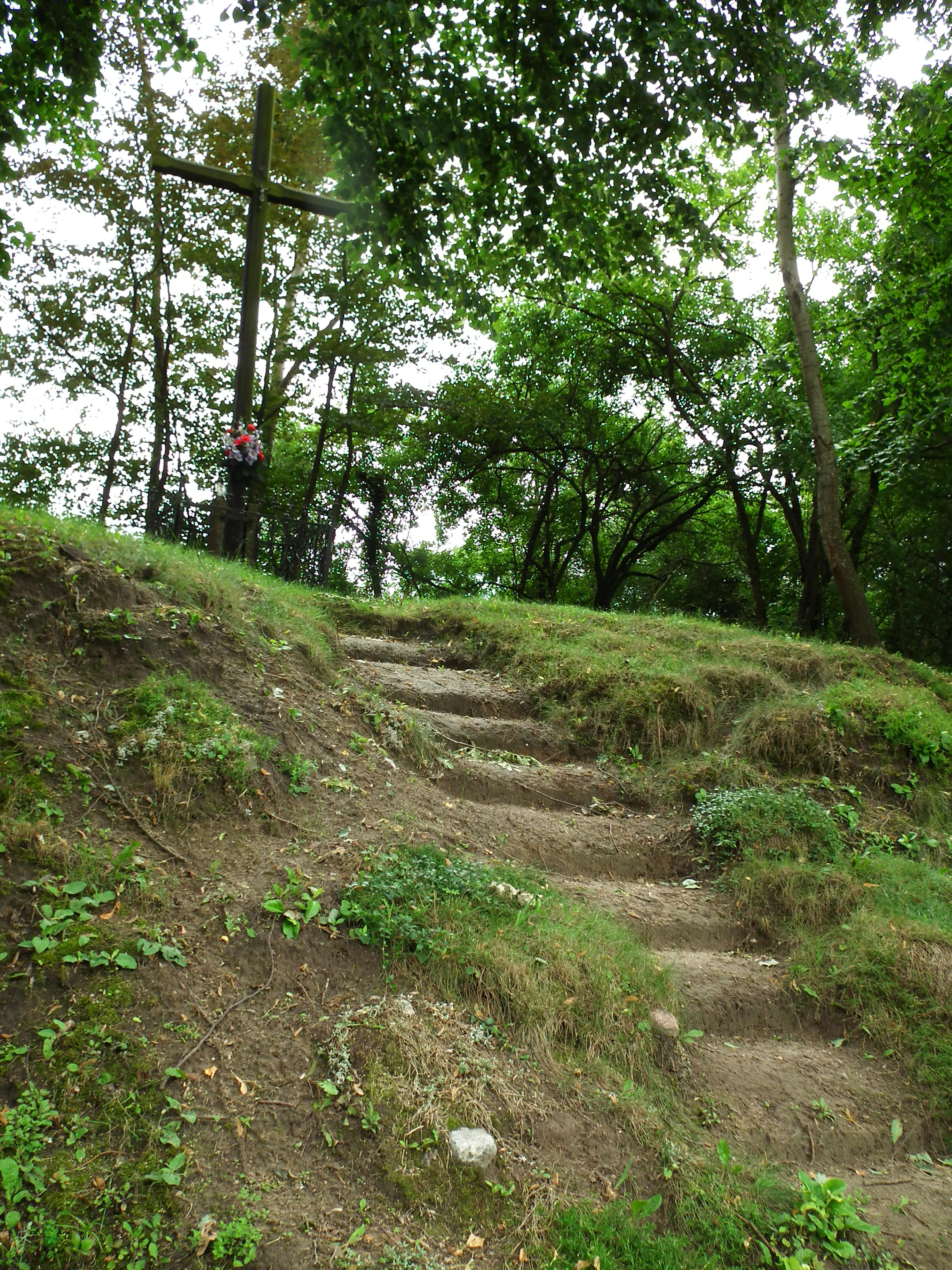
Krzyż ofiary Kurta Henkego

W źródłach Nienawiszcz pojawił się po raz pierwszy w 1388 r. Był wtedy własnością Mirosława z Tucholi herbu Przosna. W kilka lat później Mirosław poniósł śmierć z ręki Piotra ze Słomowa, który jednak został przez sąd uwolniony od odpowiedzialności. W 1435 r. dobra nienawiskie przejęli na przeszło 100 lat Leszczyce ze Słomowa Boguniewa i Szczytna. W wyniku rozdrobnienia ziemi oraz zaniedbań ze strony właścicieli nastąpił powolny upadek majętności. W 1510 r. były tu już tylko 3 łany osiadłe, a większość ziemi leżała odłogiem. Folwark też stał opustoszały. Cztery lata później mieszkało jedynie dwóch kmieci i czterech rybaków. W 1563 właścicielem wsi był Grzegorz Wojnowski herbu Nałęcz. Nienawiszcz należał wówczas do parafii w Słomowie. W roku 1622 późniejszy wojewoda kaliski Andrzej Grudziński chcąc podnieść gospodarczo swoje dobra w Nienawiszczu osadził nowych osadników na prawie czynszowym - jednak znowu zostały opuszczone i popadły w ruinę. Dopiero osadnictwo z drugiej połowy XIX wieku przyczyniło się do rozwoju Nienawiszcza. Z tego też okresu pochodzi charakterystyczna zabudowa wsi. W 1841 wieś zamieszkiwało 221 osób, w 1931 225 w tym 152 Niemców. 8 września 1939 roku rolnik niemiecki Kurt Henke zastrzelił niezidentyfikowanego młodego człowieka lat około 20. Miejsce egzekucji upamiętnia krzyż.
W latach 1975–1998 miejscowość administracyjnie należała do województwa pilskiego.